# Теодор Ешерих
Теодор Ешерих (Ансбах, 29. новембар 1857 — Беч, 15. фебруар 1911) је био немачко-аустријски педијатар и професор на универзитетима у Минхену, Грацу и Бечу. Открио је бактерију Escherichia coli, која је названа по њему 1919. године, и одредио је њене особине.

## Живот
Теодор Ешерих је докторирао медицину 1881. године. На почетку каријере, посветио се проучавању бактериологије. Ешерихију коли открио је 1885. године.
Године 1890, Ешерих је постао професор педијатрије на Карл-Франценс Универзитету у Грацу, а 1894. трећи редовни професор на овом пољу медицине. Године 1902, постао је професор педијатрије у Бечу, где је управљао дечјом болницом Свете Ане.
Ешерих је постао познат 1903. године када је основао "Säuglingsschutz" (Друштво за одбрану деце) и започео значајну кампању за дојење.